# Elvia Carrillo Puerto
Elvia Carrillo Puerto, née le 6 décembre 1878 et décédée le 15 avril 1968, était une politicienne socialiste mexicaine et une militante féministe. Carrillo a été mariée à l'âge de 16 ans et elle est devenue veuve à 21 ans.
Elle a fondé les premières ligues féministe au Mexique en 1912, dont la ligue de Rita Cetina Gutiérrez en 1919. En 1923, Carrillo est devenue la première femme députée d'État du Mexique et élue à la Chambre des députés. En raison des contributions de Carrillo au gouvernement et l'histoire mexicaine, elle a été officiellement décorée en tant que "Veteran of the Revolution" (Vétéran de la Révolution). Le dévouement inlassable de Carrillo à la révolution et au mouvement des femmes lui a valu le surnom de "The Red Nun".

## Ligues féministe

### 1912-1922
Elvia Carrillo Puerto est créditée de la création de nombreuses organisations féministes au Mexique, la plus importante étant la Ligue Rita Cetina Gutiérrez, du nom de l’une des éducatrices les plus éminentes du Yucatán. Les organisations féministes se sont concentrées sur de nombreuses tâches pour promouvoir les droits des femmes, en commençant par Mérida, où les premières ont été fondées en 1912, et en s’étendant finalement à travers le sud-est du Mexique, puis dans le centre du Mexique. Les groupes ont mené des campagnes contre la prostitution, l’usage de drogues, l’alcoolisme, la superstition et le fanatisme. Dans le but d’élever les femmes, la Liga Rita Cetina Gutiérrez, fondée en 1919, donnait souvent des conférences sur la santé des enfants, l’économie et l’hygiène pour les femmes pauvres. L’organisation a inspecté des écoles et des hôpitaux et a aidé à établir un orphelinat d’État. Grâce aux organisations féministes fondées par Carrillo, des programmes de planification familiale ont été institués, y compris la légalisation du contrôle des naissances, le premier dans l’hémisphère occidental. Elvia croyait que les familles nombreuses étaient un obstacle à une vie meilleure pour les pauvres et distribuait de la littérature de Margaret Sanger, qui fonderait plus tard l’American Birth Control League, plus tard connue sous le nom de Planned Parenthood ; Sanger ne pouvait pas distribuer cette littérature aux États-Unis pour des raisons juridiques. Les ligues mettent également en place des soins prénatals et postnatals pour les femmes. Carrillo Puerto a participé au premier congrès féministe du Yucatán en 1916.

### 1923-1931
Carrillo s’est consacrée à plein temps à la tournée du sud-est du Mexique dans le but d’organiser les femmes mayas en ligues et de les préparer à la responsabilité civique. Les ligues identifieraient les femmes ayant des aptitudes particulières et les formeraient pour occuper des postes électifs dans le gouvernement de la ville et de l’État. Après que son frère, le gouverneur Felipe Carrillo Puerto, ait accordé aux femmes le droit de vote et d’occuper des fonctions, en 1923, elle est élue à la législature de l’État du Yucatán, devenant ainsi la première femme membre d’une législature d’État du Mexique. Carrillo a remporté l’élection par une écrasante majorité de 5 115 voix. En tant que législateur, Carrillo a promu la question de la réforme agraire, proposant des plans qui fourniraient aux paysans des fermes capables de subvenir aux besoins de leurs familles. Elle a également organisé des sections locales de femmes dans les communautés agraires centrales de Gualbertista pour les femmes, au nom de son frère Gualberto, sénateur et militant de la réforme agraire.
En 1924, alors que les droits des femmes progressent, Felipe Carrillo Puerto est assassiné. Sa mort a entraîné des changements dans le gouvernement local, ainsi que dans les droits des femmes. Alors que Felipe Carrillo Puerto avait autorisé les droits des femmes au Yucatán, il n’avait pas été en mesure de formaliser ces droits dans la constitution du Mexique, et après sa mort, ils ont été annulés par l’administration ultérieure de Juan Ricardez Broca. Avec un nouveau gouvernement au pouvoir, les femmes ont été écartées des postes dans les bureaux municipaux et étatiques, le droit de vote des femmes a été abrogé et les programmes sociaux des organisations féministes n’ont plus été soutenus. Toujours après la mort de Felipe Carrillo Puerto, Elvia Carrillo Puerto a déménagé à San Luis Potosí, le nouveau centre du mouvement des droits des femmes. En 1925, elle est élue à la Chambre nationale des députés en tant que représentante de San Luis Potosí, mais elle n’est pas autorisée à occuper le siège, car le suffrage et le droit d’exercer une fonction élective sont encore limités aux hommes. Bien que les gouvernements locaux aient autorisé les femmes à voter et à occuper des postes, ces droits n’ont été reconnus à l’échelle nationale au Mexique qu’en 1953.
En 1931, elle fonde la "Women’s Action League", qui a pour mission de lutter pour les droits politiques des femmes. Cette organisation ne dura que jusqu’en 1938.

### Fin de vie et décès
Carrillo a fui le Yucatán après avoir subi deux attaques physiques. Dans les dernières années de sa vie, elle a déménagé à Mexico et a continué à travailler sur les droits des femmes jusqu’à la fin de sa vie. Délaissée et appauvrie, elle survit quelques années en donnant des cours de musique. Un accident de voiture en 1941 la laisse presque aveugle. Elvia Carrillo Puerto meurt à Mexico en 1968 à l’âge de 86 ans.

### Reconnaissance
Le 6 décembre 2017, Elvia a fait l’objet d’un Google Doodle.